# Comuna Zavet, Razgrad
Zavet (în bulgară Завет) este o comună în regiunea Razgrad, Bulgaria, formată din orașul Zavet și satele Brestovene, Ivan Șișmanovo, Ostrovo, Prelez, Sușevo și Veseleț. 

## Demografie
Componența etnică a comunei Zavet
     Turci (60,67%)
     Romi (5,31%)
     Nicio identificare (20,08%)
     Bulgari (13,77%)
     Altele (0,15%)
La recensământul din 2011, populația comunei Zavet era de 10.586 locuitori. Din punct de vedere etnic, majoritatea locuitorilor (60,67%) erau turci, existând și minorități de bulgari (13,77%) și romi (5,31%). Pentru 20,08% din locuitori nu este cunoscută apartenența etnică.